# Курина Середня
Курина Середня (пол. Kurzyna Średnia) — село в Польщі, у гміні Улянув Ніжанського повіту Підкарпатського воєводства.
Населення — 355 осіб (2011).

## Історія
В ході Йосифинської колонізації Галичини в 1783 р. на між селами Курина Велика і Курина Мала утворена німецька колонія Ґросс Раухерсдорф (нім. Gross Rauchersdorf), назва якої в перекладі з німецької означає «село Велика Курина».
Відповідно до «Географічного словника Королівства Польського» в 1888 р. гміна Раухерсдорф знаходилось у Нисківському повіті Королівства Галичини та Володимирії Австро-Угорщини, складалося з двох частин, які розміщувались на відповідно на землях сіл Курина Мала і Курина Велика: Кляйн Раухерсдорф (Klein Rauchersdorf, 33 будинки і 196 мешканців) та Ґрос Раухерсдорф (нім. Rauchersdorf, 30 будинків і 143 мешканці), загалом у гміні було 339 мешканців, з них 328 римо-католиків, 3 греко-католики і 8 юдеїв.
З 1934 р. Шематизм Перемишльської греко-католицької єпархії подавав число грекокатоликів окремо для Курини Середньої — 15 парафіян.
У 1939 р. в селі нараховувалось 15 греко-католиків — належали до греко-католицької парафії Дубрівка Лежайського деканату Перемишльської єпархії. Село входило до ґміни Яроцин Нисківського повіту Львівського воєводства Польщі.
Рішенням міністра внутрішніх справ 4 травня 1939 року змінена німецька назва поселення (колонії) Раухерсдорф (нім. Rauchersdorf) на польську Кужина Сьредня (пол. Kurzyna Średnia).
У 1975—1998 роках село належало до Тарнобжезького воєводства.

## Демографія
Демографічна структура станом на 31 березня 2011 року:
|          | Загалом | Допрацездатний вік | Працездатний вік | Постпрацездатний вік |
| -------- | ------- | ------------------ | ---------------- | -------------------- |
| Чоловіки | 181     | 29                 | 137              | 15                   |
| Жінки    | 174     | 42                 | 98               | 34                   |
| Разом    | 355     | 71                 | 235              | 49                   |